# Friendship (Maryland)
Friendship es un lugar designado por el censo ubicado en el condado de Anne Arundel en el estado estadounidense de Maryland. En el Censo de 2010 tenía una población de 447 habitantes y una densidad poblacional de 96,2 personas por km².

## Geografía
Friendship se encuentra ubicado en las coordenadas 38°44′9″N 76°35′16″O / 38.73583, -76.58778. Según la Oficina del Censo de los Estados Unidos, Friendship tiene una superficie total de 4.65 km², de la cual 4.65 km² corresponden a tierra firme y (0%) 0 km² es agua.

## Demografía
Según el censo de 2010, había 447 personas residiendo en Friendship. La densidad de población era de 96,2 hab./km². De los 447 habitantes, Friendship estaba compuesto por el 92.84% blancos, el 2.46% eran afroamericanos, el 0% eran amerindios, el 0% eran asiáticos, el 0% eran isleños del Pacífico, el 1.79% eran de otras razas y el 2.91% pertenecían a dos o más razas. Del total de la población el 4.7% eran hispanos o latinos de cualquier raza.